# Biuro ochrony rapu
Biuro ochrony rapu – drugi nielegal polskiego rapera Palucha. Został wydany 22 czerwca, 2007 roku nakładem wytwórni Druga Strefa Rekords.
W 2014 roku nakładem oficyny B.O.R. Records ukazało się wznowienie nagrań. Reedycja dotarła do 49. miejsca polskiej listy przebojów - OLiS.

## Lista utworów
Opracowano na podstawie materiału źródłowego.
1. "Intro"
2. "Gram w to" (gościnnie: Waber, Dj Hen)
3. "P.O. (Poznańska ofensywa)"
4. "PTKWO" (gościnnie: Monk Po)
5. "Skit"
6. "Adrenalina" (gościnnie: Dj Hen)
7. "Kryminalna gra" (gościnnie: Bilon, Dj Hen)
8. "B.O.R."
9. "Zderzenie światów" (gościnnie: Knockout, Dj Hen)
10. "Taki jestem"
11. "Destrukcja2"
12. "Tradycja - mamy to we krwi" (gościnnie: Waber, Roni)
13. "Nie potrzebuje"
14. "Historia jednej dziw..."
15. "Wokół mnie" (gościnnie: DonGuralEsko)
16. "Jedna miłość"
17. "Bonus"